# Tomopleura spiralissima
Tomopleura spiralissima é uma espécie de gastrópode do gênero Tomopleura, pertencente a família Borsoniidae.